# 第144师团
第144师团（Dai-hyakuyonjūyon Shidan）是日本帝国陆军的一个步兵师团。它的代号是护阪兵团（Kosaka Heidan）。该师团于1945年2月28日在大阪组建。

## 行动
最初，第144师团隶属第二总军。 后来它被重新分配到第15方面军。
第144师团的司令部设在大阪。它的主要任务是海防。直到1945年8月15日日本投降，该师团都没有进行任何战斗。